# Amerasiático
Un amerasiático es una persona nacida en Asia Oriental o el Sudeste Asiático de madre asiática oriental o asiática sudoriental y padre perteneciente a las militares estadounidenses. Otros términos utilizados incluyen «bebés de guerra» o «bebés G.I.».
Varios países de Asia Oriental y el Sudeste Asiático tienen poblaciones significativas de amerasiáticos, lo que refleja una historia de presencia militar estadounidense en estas regiones. Estos incluyen Okinawa (Japón), Corea del Sur, Camboya, China, Laos, Tailandia, Vietnam, Taiwán y las Filipinas. Este último país albergó en su momento las mayores bases aéreas y navales estadounidenses fuera del territorio continental estadounidense.

## Definiciones

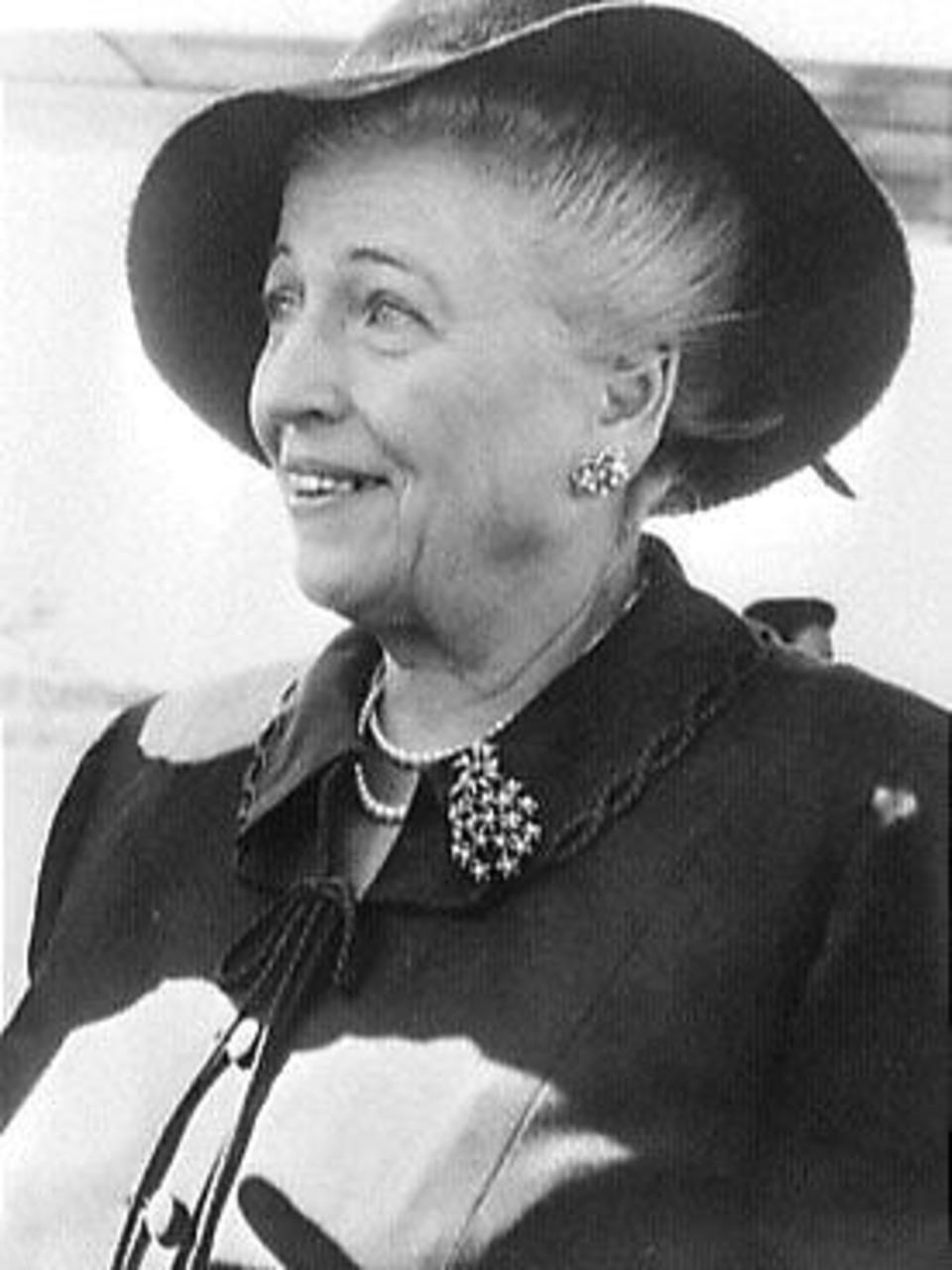
La novelista Pearl S. Buck es acreditada por acuñar el término amerasiático.

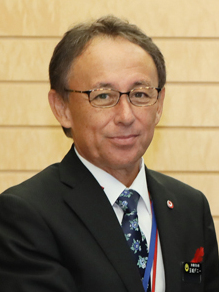
Denny Tamaki, un político de ascendencia mixta japonesa y estadounidense de origen europeo, es el actual Gobernador de la prefectura de Okinawa.

El término fue acuñado por la novelista Pearl S. Buck y formalizado por el Servicio de Inmigración y Naturalización. Muchas personas nacieron de mujeres asiáticas orientales o asiáticas sudorientales y militares estadounidenses durante la Segunda Guerra Mundial, la Guerra de Corea y la Guerra de Vietnam. La definición oficial de amerasiático surgió como resultado de la Ley Pública 97-359, promulgada por el 97.º Congreso de los Estados Unidos el 22 de octubre de 1982.
Según el Departamento de Justicia de los Estados Unidos y el Servicio de Inmigración y Naturalización (INS), un amerasiático es «Un extranjero nacido en Corea, Kampuchea, Laos, Tailandia o Vietnam después del 31 de diciembre de 1950 y antes del 22 de octubre de 1982, y cuyo padre fue un ciudadano estadounidense.» La Fundación Amerasiática (AF) y el Buscador de Familias Amerasiáticas (AFF) definen a un amerasiático como «Cualquier persona cuyo padre fue un ciudadano de los Estados Unidos (un militar estadounidense, expatriado estadounidense o empleado del gobierno de los EE. UU. (regular o contratado) y cuya madre es o fue una nacional asiática.»
El término se aplica comúnmente a niños mitad japoneses engendrados por un militar estadounidense basado en Japón, así como a niños mitad coreanos engendrados por veteranos de la Guerra de Corea o soldados estacionados en Corea del Sur. También se aplica a niños de filipinos y gobernantes estadounidenses durante el período colonial estadounidense de Filipinas (aún usado hoy) y a niños de tailandeses y soldados estadounidenses durante la Segunda Guerra Mundial y la Guerra de Vietnam. Estados Unidos tenía bases en Tailandia durante la Guerra de Vietnam.
El término amerasiático no debe interpretarse como un término racial fijo relacionado con una categoría específica de grupos multirraciales (como Mestizo, Mulato, Euroasiático o Afroasiático). La ascendencia racial del progenitor estadounidense de un amerasiático puede ser diferente de la de otro; puede ser blanco, negro, hispano o incluso asiático en general. En este último caso, es concebible que el amerasiático pueda ser engendrado por una persona que comparte el mismo origen racial, pero no necesariamente la misma nacionalidad.
En ciertos casos, el término también podría aplicarse a la descendencia de mujeres estadounidenses que trabajaron en profesiones como enfermería militar para hombres asiáticos orientales y asiáticos sudorientales. Los niños de raza mixta, independientemente de la ocupación o prestigio de sus padres, han sufrido estigma social. Con relación genética con soldados estadounidenses, los amerasiáticos han enfrentado una exclusión adicional por ser percibidos como asociados con enemigos militares de los países asiáticos orientales y asiáticos sudorientales. Este estigma se extendió a las madres de los amerasiáticos, la mayoría de las cuales eran asiáticas, lo que llevó a muchas de ellas a abandonar a sus hijos amerasiáticos. El abandono de ambos padres llevó a una gran proporción de amerasiáticos huérfanos.

## Camboya
La Ley de Inmigración Amerasiática incluyó a los amerasiáticos cuyos padres eran ciudadanos estadounidenses y cuyas madres eran nacionales de Kampuchea (Camboya). Se estima que hasta 10 000 camboyanos de ascendencia mixta amerasiática podrían haber sido engendrados por militares estadounidenses.

## Japón

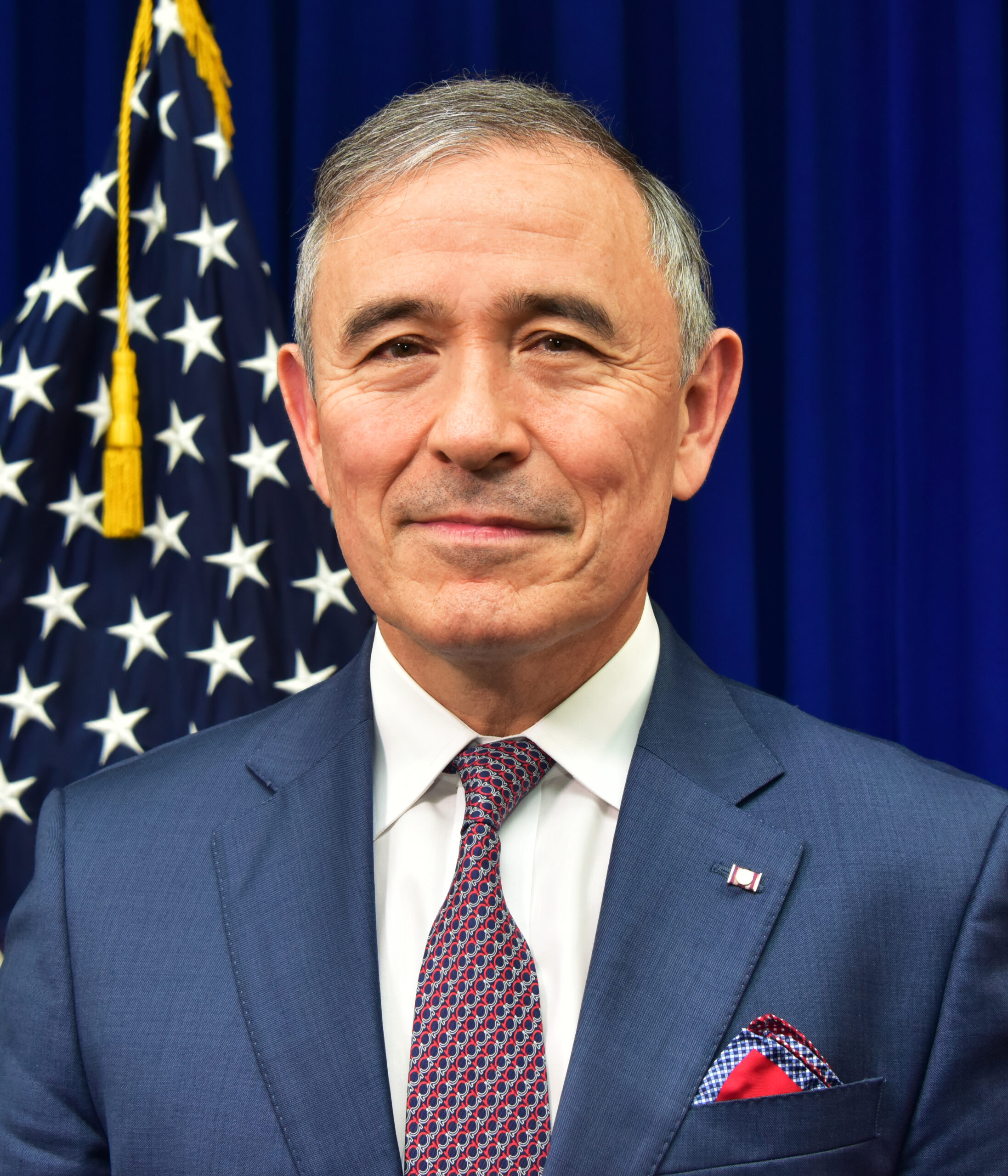
Harry B. Harris Jr., de ascendencia mixta japonesa y europea, es un amerasiático que sirvió como el 23.º Embajador de Estados Unidos en Corea del Sur.

Según una estimación, entre 5000 y 10 000 bebés amerasiáticos nacieron en Japón entre 1945 y 1952. Por otro lado, datos del Ministerio de Bienestar de Japón de julio de 1952 revelaron que solo 5013 niños amerasiáticos japoneses nacieron en todo Japón. Masami Takada, del Ministerio de Bienestar, estimó exageradamente entre 150 000 y 200 000. Otra investigación del Ministerio de Bienestar, realizada en agosto de 1953, revisó el número y reveló que solo 3490 mestizos de padres estadounidenses y madres japonesas nacieron durante los siete años de la ocupación estadounidense de Japón, que duró de 1945 a 1952. Algunos de estos niños fueron abandonados y criados en orfanatos como el Elizabeth Saunders Home en Ōiso (Japón).
El número real de amerasiáticos japoneses es desconocido. Oficialmente, el número de 10 000 amerasiáticos en Japón sería un límite superior. Algunos escritores contemporáneos informaron rumores de 200 000, mientras que los números reales encontrados fueron 5000, posiblemente 10 000, no más de 20 000 considerando subestimaciones. De aquellos engendrados por soldados estadounidenses, sus presuntos «colores» fueron 86.1% «blancos», 11.5% «negros» y 2.5% «desconocidos».

### Hāfu
Hoy en día, muchos amerasiáticos japoneses se identifican con el término Hāfu, que se usa para referirse a una persona que es mitad japonés y mitad de ascendencia no japonesa.

### Escuela Amerasiática de Okinawa
En la Prefectura de Okinawa, la Escuela Amerasiática de Okinawa se formó para educar a niños de dos culturas diferentes. La población escolar incluye a amerasiáticos japoneses.

## Laos
La Ley de Inmigración Amerasiática incluyó a los amerasiáticos cuyos padres eran ciudadanos estadounidenses y cuyas madres eran nacionales de Laos. El número de amerasiáticos laosianos es actualmente desconocido.

## Filipinas

### Los amerasiáticos olvidados
Desde 1898, cuando Estados Unidos anexó Filipinas a España, había hasta 21 bases estadounidenses y 100 000 militares estadounidenses estacionados allí. Las bases cerraron en 1992, dejando atrás miles de niños amerasiáticos. Se estima que hay 52 000 amerasiáticos en Filipinas. Según un artículo de investigación académica presentado en los EE. UU. (en 2012) por una unidad de estudio de investigación universitaria amerasiática de Filipinas, el número podría ser mucho mayor, posiblemente alcanzando los 250 000, debido a que casi todas las generaciones de amerasiáticos se casaron con otros amerasiáticos y nativos filipinos. Los nuevos amerasiáticos de los Estados Unidos se sumarían al asentamiento más antiguo de pueblos de otros países de las Américas que ocurrió cuando Filipinas estaba bajo el dominio español. Filipinas recibió en su momento inmigrantes de Panamá, Perú, y México;
A diferencia de sus contrapartes en otros países, los amerasiáticos en Filipinas permanecen empobrecidos y descuidados. Un estudio del Centro de Estudios de la Mujer de la Universidad de Filipinas encontró que muchos amerasiáticos han experimentado alguna forma de abuso y/o violencia doméstica. Los hallazgos citaron casos de discriminación racial, de género y de clase que los niños y jóvenes amerasiáticos sufren por parte de extraños, compañeros, classmates y profesores. El estudio también indicó que los amerasiáticos negros parecen sufrir más discriminación racial y de clase que sus contrapartes de ascendencia blanca.
Dos tercios de los niños amerasiáticos son criados por madres solteras, otros por parientes y no parientes. El 6% vive solo o en instituciones, y el 90% nació fuera del matrimonio. En 1993 se reportó que las prostitutas son cada vez más amerasiáticas (especialmente mujeres amerasiáticas negras), y frecuentemente hijas de prostitutas atrapadas en un ciclo que trasciende generaciones.

### Acción legal
En 1982, Estados Unidos aprobó la Ley de Inmigración Amerasiática, otorgando un estatus migratorio preferencial a los niños amerasiáticos nacidos durante el Conflicto de Vietnam. La ley no se aplicó a los amerasiáticos nacidos en Filipinas. Solo pueden convertirse en ciudadanos estadounidenses si son reclamados por sus padres; la mayoría de los padres no lo hacen. Para convertirse en ciudadanos de los Estados Unidos, los amerasiáticos filipinos deben demostrar la paternidad de un ciudadano estadounidense antes de cumplir los dieciocho años; la mayoría no puede hacerlo antes de esa edad límite.
En 1993, se presentó una demanda colectiva en su nombre en la Corte Internacional de Quejas en Washington, DC, para establecer los derechos de los niños filipino-estadounidenses a recibir asistencia. La corte denegó la reclamación, dictaminando que los niños nacieron de mujeres solteras que proporcionaban servicios sexuales al personal militar estadounidense en las Filipinas y, por lo tanto, estaban involucradas en actos ilícitos de prostitución. Dicha actividad ilegal no podía ser la base para ninguna reclamación legal.
En 2012, se estimó que el número de amerasiáticos descendientes de militares estadounidenses en Filipinas, o «bebés G.I.», era de alrededor de 250 000.

## Corea del Sur

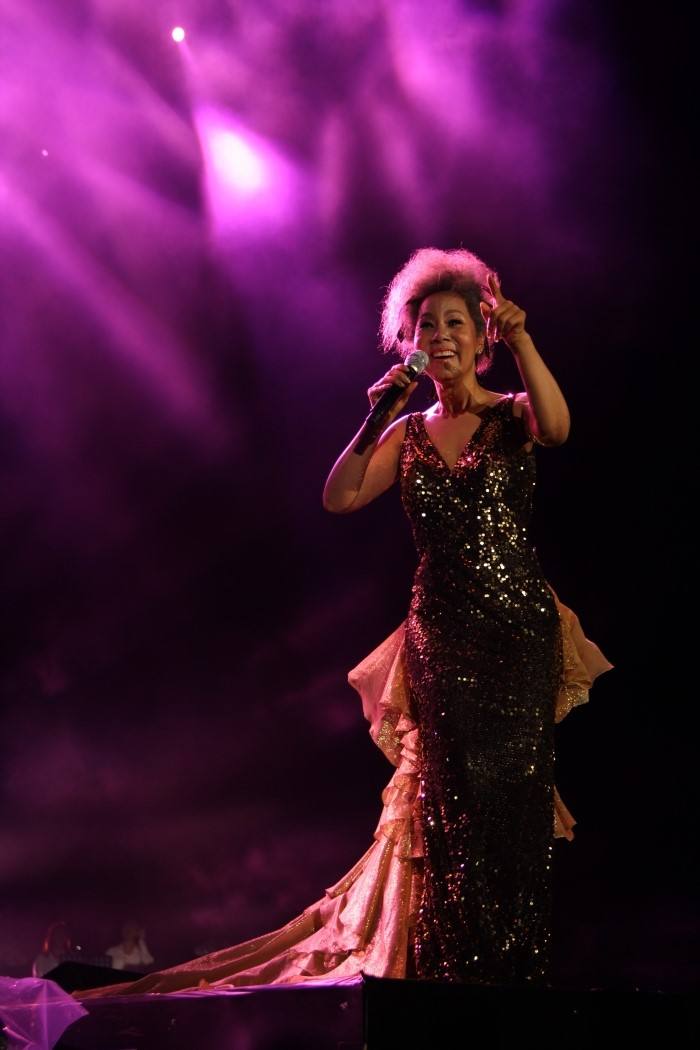
Insooni es una cantante de ascendencia mixta afroamericana y coreana.

Desde la Guerra de Corea, ha habido una población significativa de amerasiáticos en Corea del Sur. Muchos amerasiáticos nacieron en los llamados «camptowns» establecidos por el gobierno surcoreano. Las mujeres en estos campos se vieron afectadas por la pobreza de posguerra y recurrieron a la prostitución con soldados estadounidenses. Esto perpetuó el estereotipo de que los niños nacidos en estos lugares eran hijos de prostitutas. El gobierno surcoreano nunca consideró a los amerasiáticos coreanos como ciudadanos coreanos, pero fomentó la adopción extranjera de bebés surcoreanos mixtos. En 1953, el Congreso de los Estados Unidos aprobó la Ley de Ayuda a Refugiados, que permitió que 4000 amerasiáticos emigraran a los EE. UU. para su adopción. Este grupo se conoció comúnmente como Adoptados Coreanos. Formaron parte de la adopción internacional de niños surcoreanos que sumó aproximadamente 160 000 adoptados.

### Academia Cristiana Amerasiática
La Academia Cristiana Amerasiática aún educa a niños amerasiáticos hoy en Gyeonggi-Do, Corea del Sur.

## Taiwán
Los soldados estadounidenses engendraron hijos en Taiwán al final de la Segunda Guerra Mundial. Hoy en día, se estima que hay 1000 amerasiáticos taiwaneses. Más de 200 000 soldados estadounidenses en Corea y Vietnam visitaron Taiwán para descanso y relajación entre 1950 y 1975.

## Tailandia

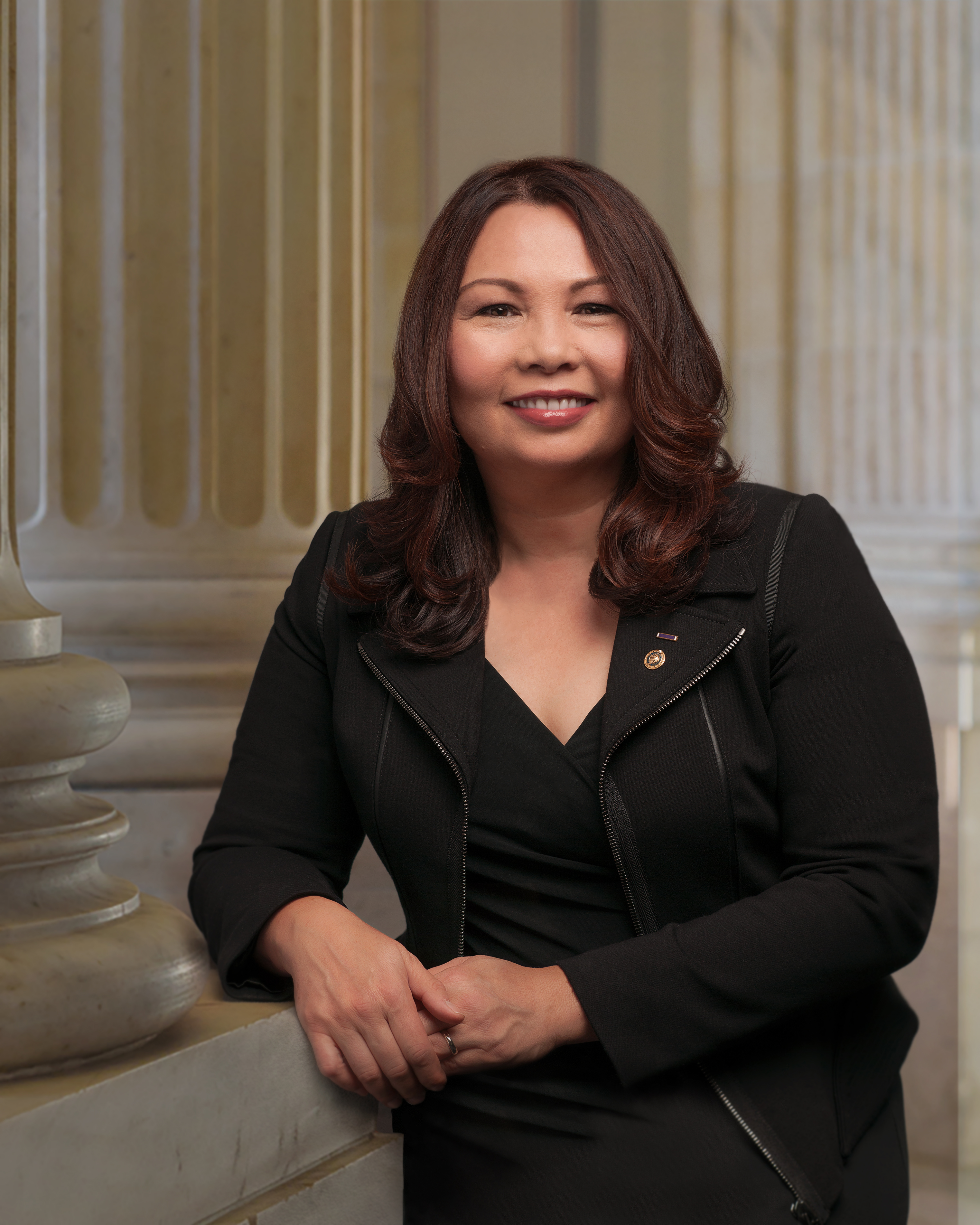
Tammy Duckworth, una amerasiática tailandesa, es la Senadora de los Estados Unidos por Illinois.

En Tailandia, los niños amerasiáticos son conocidos como «Luk khrueng» o «medio niños» en el idioma tailandés. Estos amerasiáticos fueron engendrados por soldados estadounidenses que participaron en la Guerra de Vietnam. En el apogeo de la Guerra de Vietnam, 50 000 soldados estadounidenses estaban basados en Tailandia. La Fundación Pearl S. Buck estimó entre 5000 y 8000 amerasiáticos tailandeses. Algunos emigraron a los Estados Unidos bajo la Ley de Inmigración Amerasiática de 1982. Un número desconocido quedó atrás. «Tuve problemas en la escuela. Me molestaban y acosaban mucho por el color de mi piel», dice el artista Morris Kple Roberts, que tenía un padre afroamericano y una madre tailandesa.

### Búsquedas
El veterano estadounidense Gene Ponce ayuda a padres estadounidenses a encontrar a sus hijos amerasiáticos tailandeses. Recientemente ha utilizado servicios populares de ADN, como Ancestry.com, para ayudar a emparejar a amerasiáticos con sus parientes en los EE. UU.

## Vietnam

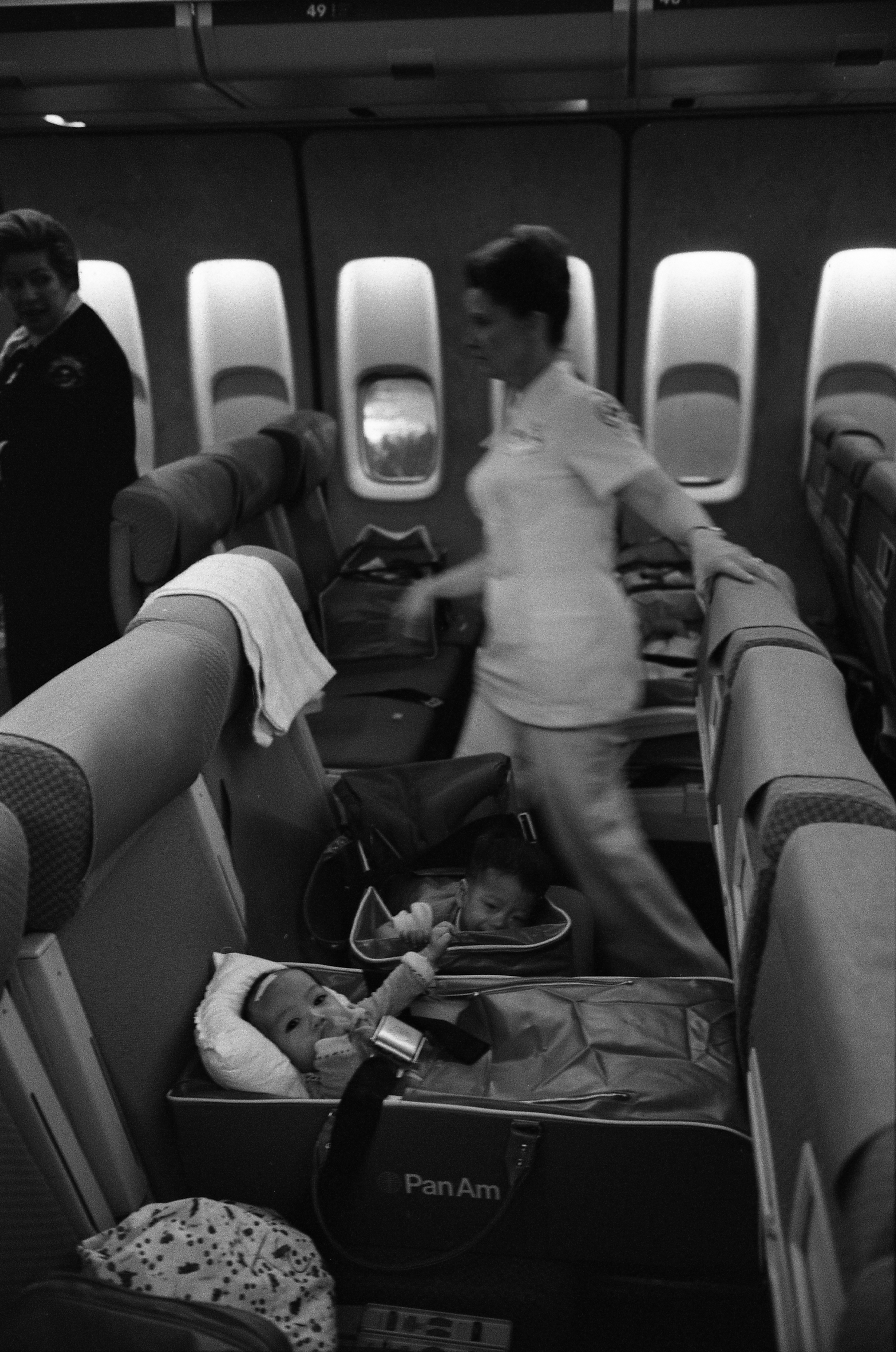
Un vuelo de Operación Babylift llega a San Francisco, 5 de abril de 1975.

El número exacto de amerasiáticos en Vietnam no se conoce. Los soldados estadounidenses estacionados en Vietnam tuvieron relaciones con mujeres locales, muchas de las cuales tenían orígenes en clubes nocturnos, burdeles y bares. La Embajada de Estados Unidos informó una vez que había menos de 1000 amerasiáticos. Un informe del Subcomité del Senado survietnamita sugirió que había entre 15 000 y 20 000 niños de ascendencia mixta estadounidense y vietnamita, pero esta cifra se consideraba baja. El Congreso estimó que entre 20 000 y 30 000 amerasiáticos vivían en Vietnam en 1975. Según Amerasians Without Borders, estimaron que entre 25 000 y 30 000 amerasiáticos vietnamitas nacieron desde la primera participación estadounidense en Vietnam en 1962 hasta 1975. Aunque durante la Operación Babylift se estimó en 23 000. En abril de 1975, se inició la Operación Babylift en Vietnam del Sur para reubicar a niños vietnamitas, muchos huérfanos y aquellos de ascendencia mixta estadounidense-vietnamita (principalmente madres vietnamitas y padres militares estadounidenses), a los Estados Unidos y encontrar familias estadounidenses que los acogieran. El accidente del primer vuelo de la Operación Babylift provocó la muerte de 138 personas, 78 de las cuales eran niños. Durante la operación, se estimó que más de 3000 amerasiáticos fueron evacuados de Vietnam del Sur; sin embargo, más de 20 000 amerasiáticos permanecieron.
En julio de 1979, el Alto Comisionado de las Naciones Unidas para los Refugiados (ACNUR) creó el Programa de Salida Ordenada para facilitar condiciones de viaje más seguras para los refugiados vietnamitas a varias naciones después de la Guerra de Vietnam. Sin embargo, desde su inicio hasta mediados de 1982, solo 23 amerasiáticos emigraron con éxito bajo el Programa de Salida Ordenada. Para octubre de 1982, había más esperanzas para la emigración de amerasiáticos, ya que el grupo más grande de 11 niños amerasiáticos, de entre siete y quince años, partió de Vietnam para inmigrar a los EE. UU.
En 1982, el Congreso de los EE. UU. aprobó la Ley de Inmigración Amerasiática en un intento de otorgar inmigración de amerasiáticos a esta nación. Sin embargo, la Ley de Inmigración Amerasiática presentó grandes dificultades de emigración para muchos amerasiáticos vietnamitas, debido a la falta de relaciones diplomáticas entre los EE. UU. y el gobierno vietnamita. Esto se debió a una cláusula en dicha ley que requería documentación de los padres en territorio estadounidense para que los amerasiáticos vietnamitas obtuvieran una visa. Sin embargo, alrededor de 500 amerasiáticos pudieron inmigrar de manera segura a los EE. UU. entre 1982 y 1983 debido a la cooperación de Hanoi con este país. En 1988, el Congreso de los Estados Unidos aprobó la Ley de Inmigración Amerasiática, con el objetivo de otorgar ciudadanía a los amerasiáticos vietnamitas nacidos entre 1962 y 1975. Para 1994, más de 75 000 amerasiáticos y sus familias de Vietnam inmigraron a los EE. UU. La Ley de Retorno Amerasiático eventualmente llevó a que 23 000 amerasiáticos y 67 000 de sus familiares inmigraran a los EE. UU. Para los amerasiáticos vietnamitas, esto significó que su migración a los EE. UU. ocurrió en la adolescencia, lo que llevó a luchas en el proceso de reasentamiento. Un estudio en 1994 encontró que el 22% de los hombres amerasiáticos y el 18% de las mujeres amerasiáticas que residían en los EE. UU. reportaron abuso físico o sexual. Para 2018, al menos 400 amerasiáticos aún residían en Vietnam según pruebas de ADN de 500 personas por la organización sin fines de lucro Amerasians Without Borders.

### Organizaciones de búsqueda de amerasiáticos vietnamitas
Hasta la década de 2000, muchos amerasiáticos vietnamitas aún no se habían reunido con sus padres. Algunos amerasiáticos aún residían en Vietnam sin poder obtener los documentos necesarios para emigrar a los EE. UU. Organizaciones como la Amerasian Child Find Network, dirigida por Clint Haines, y la AAHope Foundation, dirigida por Jonathan Tinquist, ayudaron a padres estadounidenses a reunirse con sus hijos amerasiáticos. Ambos son veteranos de Vietnam.
Otras organizaciones que ayudaron con búsquedas de amerasiáticos, adoptees y familias incluyeron la Adopted Vietnamese International (AVI) (Indigo Willing) y Operation Reunite (Trista Goldberg). La única organización estadounidense activa actualmente que busca reunir a amerasiáticos es Amerasians Without Borders (AWB) dirigida por Jimmy Miller, un amerasiático vietnamita residente en los EE. UU.

### Amerasiáticos vietnamitas notables
- Johnathon Franklin Freeman fue un productor de cine, actor y gerente de producción[63] nacido en Saigón (Vietnam), de madre vietnamita y padre militar estadounidense. Su madre envió a Johnathon y a su hermana a un orfanato donde eventualmente fueron enviados a los EE. UU. como parte de la Operación Babylift. Estuvo casado con Kim Fields de 1995 a 2001. En febrero de 2007, el Buscador de Familias Amerasiáticas, en cooperación con la Fundación Amerasiática, encontró a su madre en Saigón, con quien se reunió en mayo de 2007.[64] Murió el 21 de agosto de 2020.[65]
- Phi Nhung (Phạm Phi Nhung) nació el 10 de abril de 1970[66][67] en Pleiku (Vietnam) de madre vietnamita y padre militar estadounidense.[68][69] Fue una cantante especializada en música Dan Ca y Tru Tinh. El 26 de agosto de 2021 fue internada en el Hospital Chợ Rẫy tras contraer COVID-19.[70] Aproximadamente un mes después, su salud empeoró.[71][72] Phi Nhung murió el 28 de septiembre de 2021 debido a complicaciones por COVID-19.[73]
- Thanh Hà (Trương Minh Hà) nació en Đà Nẵng (Vietnam), de madre vietnamita y padre militar estadounidense de origen alemán. Es una cantante vietnamita estadounidense conocida bajo el nombre artístico de «Thanh Hà».[74]

## Día Internacional del Amerasiático
El 4 de marzo ha sido designado como el Día del Amerasiático en Filipinas. La Fundación Amerasiática lo ha designado como el Día Internacional del Amerasiático.

## En la cultura popular
- La película de 1957 Sayonara presenta a una mujer japonesa que se enamora de un militar blanco y hablan sobre tener hijos mixtos juntos.
- En la franquicia de anime y manga Great Mazinger («Guretto Majinga» en japonés), el personaje de Jun Honoo es la hija de una mujer japonesa y un militar afroamericano estadounidense. Como tal, tuvo que soportar estigma y racismo durante su juventud debido a su condición de «hafu» y su piel más oscura en comparación con los amerasiáticos nacidos de padres blancos.
- En la serie de televisión de 1972 M*A*S*H, episodio 15 de la temporada 8, «Yessir, That's Our Baby», Hawkeye y BJ intentan enviar a un bebé amerasiático a los Estados Unidos, enfrentando dificultades en cada paso del camino. Sin una solución viable, actúan según el consejo del padre Mulcahy y llevan al bebé a un monasterio en la oscuridad de la noche para proporcionarle seguridad y cuidado.
- «Straight to Hell», una canción del grupo de rock The Clash, considera la difícil situación de los amerasiáticos de la Guerra de Vietnam.
- La película de 1977 Green Eyes protagonizada por Paul Winfield como un veterano de la Guerra de Vietnam que regresa a Vietnam en busca del hijo que engendró con una mujer vietnamita.
- La película de Chuck Norris Braddock: Missing in Action III (1988) describe a niños amerasiáticos atrapados en Vietnam; Norris interpreta al padre de un niño amerasiático que cree que su esposa vietnamita murió durante la Caída de Saigón.
- En la serie de televisión de 1984 Highway to Heaven, episodio 11 de la temporada 1, titulado «Dust Child», los dos personajes principales, Jonathan, interpretado por Michael Landon, y Mark, interpretado por Victor French, ayudan a una niña amerasiática que enfrenta prejuicios raciales cuando va a vivir con la familia de su padre en los Estados Unidos.
- En la serie de televisión de 1988 In the Heat of the Night, episodio 9 de la temporada 3, titulado «My Name is Hank», un adolescente amerasiático llamado Hank cree que fue engendrado por un oficial de policía fallecido que alguna vez trabajó en el departamento de policía de Sparta, Mississippi.
- La película nominada al Oscar de 1995 Dust of Life cuenta la historia de Son, un chico con una madre vietnamita y un padre afroamericano, que es internado en un campo de reeducación.
- En la sitcom animada de 1997 King of the Hill, Hank descubre que tiene un hermano amerasiático que vive en Japón.
- En la película en idioma vietnamita estadounidense de 1999 Three Seasons, James Hager, interpretado por Harvey Keitel, busca a su hija amerasiática vietnamita con la esperanza de «hacer las paces con este lugar».
- La novela de 2001 The Unwanted de Kien Nguyen es una memoria sobre la experiencia del autor creciendo como amerasiático en Vietnam hasta que emigra a los Estados Unidos a los dieciocho años.
- Hija de Đà Nẵng es un documental galardonado de 2002 sobre una mujer amerasiática que regresa a visitar a su familia biológica en Đà Nẵng (Vietnam), después de 22 años de separación y viviendo en los Estados Unidos.
- El musical Miss Saigon se centra en una joven vietnamita que se enamora de un soldado estadounidense y posteriormente tiene su hijo después de la Caída de Saigón.
- La película de 2004 The Beautiful Country trata sobre un chico amerasiático (interpretado por Damien Nguyen) que deja su Vietnam natal para encontrar a su padre.
- En 2007 en TED, el fotógrafo Rick Smolan contó en The Story of a Girl  la inolvidable historia de una joven amerasiática, una fotografía decisiva y una saga de adopción con un giro inesperado.
- El documental de 2010 Left by the Ship, que se emitió en PBS Independent Lens en mayo de 2012, sigue las vidas de cuatro amerasiáticos filipinos modernos durante dos años, mostrando la lucha para superar el estigma relacionado con su nacimiento.
- La película de 2014 Noble, cuenta la historia real de Christina Noble, quien supera las duras dificultades de su infancia en Irlanda para encontrar su vocación ayudando a los Bụi Dời (amerasiáticos vietnamitas) en las calles de la ciudad de Ho Chi Minh.[77]
- En el libro de 2017, The Rebirth of Hope: My Journey from Vietnam War Child to American Citizen, por Sau Le Hudecek, la autora relata las dificultades que tuvo que soportar al crecer en el Vietnam de la posguerra como hija de un soldado estadounidense.
- En 2018, Dateline NBC emitió Father's Day, donde una mujer amerasiática vietnamita se realiza una prueba de ADN esperando aprender más sobre su árbol genealógico.[78]

## Lecturas complementarias
- Sturdevant, Saundra Pollack, y Brenda Stoltzfus, Let the Good Times Prostitution and the U.S. Military in Asia, New Pr (en inglés) 1 de enero de 1993. ISBN 978-1565840492.
- Bass, Thomas A (1997) Vietnamerica: The War Comes Home, Soho Press Incorporated (en inglés) ISBN 1-56947-088-X.
- McKelvey, Robert S.,The Dust of Life: America's Children Abandoned in Vietnam, University of Washington Press (en inglés) 1 de agosto de 1999. ISBN 978-0295978369.
- Merlin, Jan,Ainoko, Xlibris Corp (en inglés) 1 de febrero de 2002. ISBN 978-1401044213.
- Anderson, Wanni Wibulswasdi; Lee, Robert G (2005) Displacements and Diasporas: Asians in the Americas, Rutgers University Press (en inglés) ISBN 0-8135-3611-1.
- Yarborough, Trin,Surviving Twice: Amerasian Children of the Vietnam War, Potomac Books (en inglés) 1 de abril de 2005, ISBN 978-1574888645.
- Gage, Sue-Je Lee (2007). «The Amerasian Problem: Blood, Duty, and Race» [El problema amerasiático: Sangre, deber y raza]. International Relations (en inglés) (Sage journals) 21 (1): 86-102. S2CID 144367370. doi:10.1177/0047117807073769. .
- Nguyen, Kien, The Unwanted: A Memoir of Childhood, Back Bay Books (en inglés) 22 de octubre de 2008. ISBN 978-0316286640.
- Mendezona, Matthias, How Sweet The Mango, No?: The Journey of a Hispanic Amerasian, BookSurge/CreateSpace Publishing (en inglés) 2 de mayo de 2009. ISBN 978-1439224724.
- DeBonis, Steven,Children of the Enemy: Oral Histories of Vietnamese Amerasians and Their Mothers, McFarland & Company (en inglés) 19 de abril de 2013. ISBN 978-0786476015.
- Le, Kevin,The Outcast Amerasian, Publish Green (en inglés) 13 de abril de 2014. .
- Hudecek Sau Le (2017) The Rebirth of Hope: My Journey from Vietnam War Child to American Citizen, Texas Christian University Press (en inglés) ISBN 978-0875654324.
- Vo, John,What Endures: An Amerasian's Lifelong Struggle During and After the Vietnam War, Xlibris Us (en inglés) 16 de febrero de 2018.
- Kakinami Cloyd Fredrick D.,Dream of the Water Children: Memory and Mourning in the Black Pacific, 2Leaf Press (en inglés) 2 de marzo de 2019. ISBN 978-1940939285.
- Cho, Grace M, Tastes of War: A Korean American daughter's exploration of food and family history, in order to understand her mother's schizophrenia., The Feminist Press (en inglés) 18 de mayo de 2021. ISBN 978-1952177941.
- Thomas, Sabrina, Scars of War: The Politics of Paternity and Responsibility for the Amerasians of Vietnam, University of Nebraska Press (en inglés) diciembre de 2021. ISBN 978-1496200549.